# Никополско съкровище
Никополското съкровище е златно съкровище, открито в Никопол, отнасящо се към периода XIII-XIV век.

## История
През 1971 г. в местността „Харманлъка“, на един километър източно от Никопол, e намерен бронзов съд с богато съдържание – 0,32 кг златни и 3,5 кг сребърни накити, съдове и монети. Част от находката е продадена на Регионалния исторически музей в Плевен и е известна като „Никополското съкровище“.

### Накити
При изработването на накитите са използвани различни техники: коване, леене, филигран и гранулация, а често пъти всички заедно. Силно впечатление правят златните обици-наушници, които поради големите си размери и тежест се носели вплетени в косата, закачени на забрадка, на лента от плат или кожа. С двойно конусовидна или сферична форма на висулките, плътни или ажурни, всички те са богато украсени със ситни гранули и тънки нишки, съчетани в нежни орнаменти.
Масивните отворени златни гривни са изплетени от по няколко обли телени нишки, а в краищата им са запоени богато украсени триъгълни пластинки. Още по-масивни са сребърните торкви от съкровището. Те са носени на шията като накит и белег на знатност. Двете огърлици и сребърният накит, украсени с висулки, правят впечатление със сложната си изработка, богата декорация и голяма оригиналност. Повече от 140 копчета допълват колекцията на накитите. Сребърни и позлатени, със сферична и полусферична форма и различни по големина, те представляват голямо рознообразие. Някои от тях с канелюри по повърхността си и с разноцветни камъчета, поставени в листовидни чашки в долния край, напомнят много за украсите на болярските и царските одежди от средновековните български стенописи в Бояна, Земен и други.
Подобни накити са намерени във Велико Търново, Ловеч, Шумен, Враца и в други средновековни селища и некрополи и се отнасят към края на XIII – XIV в. Тази датировка се потвърждава и от златните и сребърните монети в съкровището на Йоан Ватацис (1222 – 1254) и император Мануил II Комнин (1391 – 1423).

### Съдове
Комплектът от сребърни съдове е представен от две лъжици с тънки и изящни дръжки, върху които е гравиран надпис с името на притежателя – Балин; чаша с елегантна форма, две кръгли тасчета с гравиран надпис на български език вътре на ръба на устието и един елипсовиден тас, позлатен и богато украсен с ковани релефни и животински орнаменти. Върху изпъкналите дъна са прикрепени апликации с различни фигури от разноцветен емайл. Всички съдове са ковани от добра проба сребро.
Подобни съдове са известни от съкровища, намерени във Видинско, Велинград, в Шуменската крепост и Никопол (1915§, а също и в Румъния. По стилови особености и техника, монетите открити там се отнасят към XIV в.